# Billie West
Billie West (5 de agosto de 1891 – 7 de junio de 1967) fue una actriz estadounidense de la era del cine mudo. Apareciendo en 65 películas entre 1912 y 1917. Fue esposa del actor Frank Bennett, murió de cáncer el 7 de junio de 1967 a los 75 años.

## Filmografía
- While There's Life (1913)
- Through the Neighbor's Window (1913)
- The House in the Tree (1913)
- Fate's Decree (1914)
- The Body in the Trunk (1914)
- The Highbinders (1915)
- The Living Death (1915)
- The Hidden Spring (1917)